# Charles Philippe d'Albert de Luynes
Charles Philippe d'Albert, hertig av Luynes, född den 30 juli 1695, död den 2 november 1758, var en fransk ädling, sonsons sonson till Charles d'Albert de Luynes.
de Luynes äktade i sitt andra gifte Marie Brûlart, änka efter markisen av Chârost. Som drottning Maria Leszczynskas hovdam och förtrogna skaffade hon sin make inträde i den intimare franska hovkretsen. Han upptecknade därunder med noggrannhet och opartiskhet sina Mémoires (utgivna 1860-65, i 17 band).